# Juan Silva (Fußballspieler, 1990)
Juan Ignacio Silva Naranjo (* 29. September 1990) ist ein ehemaliger chilenischer Fußballspieler.

## Karriere
Juan Silva begann seine Karriere 2010 bei Deportes La Serena in der Primera División und wechselte 2013 zu Deportes Melipilla in die zwei Klassen tiefere Segunda División. 2015 unterschrieb er einen Vertrag bei Ligakonkurrent Deportes Ovalle und beendete 2016 seine Profikarriere. Ab 2017 spielte er im Amateurfußball für Unión Bellavista.